# Alexandra Paul (łyżwiarka figurowa)
Alexandra Jane Paul, po mężu Islam (ur. 16 września 1991 w Toronto, zm. 22 sierpnia 2023 w Melancthon) – kanadyjska łyżwiarka figurowa, startująca w parach tanecznych z Mitchellem Islamem, a następnie prawniczka i trenerka łyżwiarstwa figurowego. Uczestniczka igrzysk olimpijskich (2014), wicemistrzyni świata juniorów (2010), medalistka zawodów z cyklu Challenger Series oraz trzykrotna brązowa medalistka mistrzostw Kanady (2011, 2014, 2015).
15 grudnia 2016 roku Paul i Islam ogłosili zakończenie kariery łyżwiarskiej. Obydwoje rozpoczęli pracę trenerską w Mariposa School of Skating w Barrie. Paul ukończyła studia prawnicze na University of Windsor i podjęła pracę w Barriston Law w zakresie prawa nieruchomości, prawa majątkowego i prawa spółek. We wrześniu 2021 roku poślubiła swojego byłego partnera sportowego Mitchella Islama, zaś w październiku 2022 roku na świat przyszedł ich syn Charles. 
22 sierpnia 2023 roku 31-letnia Alexandra Paul zginęła w karambolu samochodowym w Melancthon, spowodowanym przez kierowcę ciężarówki, który wjechał w kilka stojących na trasie aut. Wraz z Paul w aucie był jej 10-miesięczny syn, który nie odniósł poważnych obrażeń.

## Osiągnięcia

### Z Mitchellem Islamem

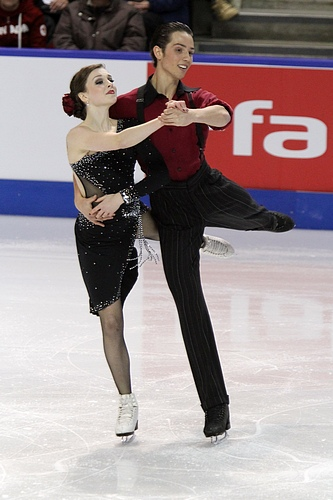
Skate Canada International 2010

| Zawody                                | 09–10          | 10–11          | 11–12          | 12–13          | 13–14          | 14–15          | 15–16          | 16–17          |                |                |                |                |                |                |                |                |                |
| Międzynarodowe                        | Międzynarodowe | Międzynarodowe | Międzynarodowe | Międzynarodowe | Międzynarodowe | Międzynarodowe | Międzynarodowe | Międzynarodowe | Międzynarodowe | Międzynarodowe | Międzynarodowe | Międzynarodowe | Międzynarodowe | Międzynarodowe | Międzynarodowe | Międzynarodowe | Międzynarodowe |
| ------------------------------------- | -------------- | -------------- | -------------- | -------------- | -------------- | -------------- | -------------- | -------------- | -------------- | -------------- | -------------- | -------------- | -------------- | -------------- | -------------- | -------------- | -------------- |
| Zimowe igrzyska olimpijskie           |                |                |                |                | 18             |                |                |                |                |                |                |                |                |                |                |                |                |
| Mistrzostwa świata                    |                |                |                |                | 10             | 13             |                |                |                |                |                |                |                |                |                |                |                |
| Mistrzostwa czterech kontynentów      |                |                | 6              |                |                | 6              |                |                |                |                |                |                |                |                |                |                |                |
| GP Cup of China                       |                |                |                |                |                | 5              |                | WD             |                |                |                |                |                |                |                |                |                |
| GP Skate America                      |                |                | 8              |                |                |                |                |                |                |                |                |                |                |                |                |                |                |
| GP Skate Canada International         |                | 4              |                |                | 5              |                | 6              | 8              |                |                |                |                |                |                |                |                |                |
| GP Trophée Éric Bompard               |                |                |                |                |                | 6              |                |                |                |                |                |                |                |                |                |                |                |
| CS Autumn Classic International       |                |                |                |                |                | 4              |                |                |                |                |                |                |                |                |                |                |                |
| CS Nebelhorn Trophy                   |                |                |                |                |                |                | 2              |                |                |                |                |                |                |                |                |                |                |
| CS U.S. International Classic         |                |                |                |                |                |                |                | 3              |                |                |                |                |                |                |                |                |                |
| Nebelhorn Trophy                      |                |                |                | 5              | 3              |                |                |                |                |                |                |                |                |                |                |                |                |
| U.S. International Classic            |                |                |                | 2              |                |                |                |                |                |                |                |                |                |                |                |                |                |
| Międzynarodowe: Kategorie młodzieżowe |                |                |                |                |                |                |                |                |                |                |                |                |                |                |                |                |                |
| Mistrzostwa świata juniorów           | 2              |                |                |                |                |                |                |                |                |                |                |                |                |                |                |                |                |
| JGP w Polsce                          | 4              |                |                |                |                |                |                |                |                |                |                |                |                |                |                |                |                |
| JGP w Turcji                          | 5              |                |                |                |                |                |                |                |                |                |                |                |                |                |                |                |                |
| Krajowe                               |                |                |                |                |                |                |                |                |                |                |                |                |                |                |                |                |                |
| Mistrzostwa Kanady                    | 1 J            | 3              | 5              | 4              | 3              | 3              | 4              |                |                |                |                |                |                |                |                |                |                |

### Z Jasonem Cheperdakiem
| Zawody                                | 07–08                                 | 08–09                                 |                                       |                                       |                                       |                                       |                                       |                                       |                                       |                                       |                                       |                                       |                                       |                                       |                                       |                                       |                                       |
| Międzynarodowe: Kategorie młodzieżowe | Międzynarodowe: Kategorie młodzieżowe | Międzynarodowe: Kategorie młodzieżowe | Międzynarodowe: Kategorie młodzieżowe | Międzynarodowe: Kategorie młodzieżowe | Międzynarodowe: Kategorie młodzieżowe | Międzynarodowe: Kategorie młodzieżowe | Międzynarodowe: Kategorie młodzieżowe | Międzynarodowe: Kategorie młodzieżowe | Międzynarodowe: Kategorie młodzieżowe | Międzynarodowe: Kategorie młodzieżowe | Międzynarodowe: Kategorie młodzieżowe | Międzynarodowe: Kategorie młodzieżowe | Międzynarodowe: Kategorie młodzieżowe | Międzynarodowe: Kategorie młodzieżowe | Międzynarodowe: Kategorie młodzieżowe | Międzynarodowe: Kategorie młodzieżowe | Międzynarodowe: Kategorie młodzieżowe |
| ------------------------------------- | ------------------------------------- | ------------------------------------- | ------------------------------------- | ------------------------------------- | ------------------------------------- | ------------------------------------- | ------------------------------------- | ------------------------------------- | ------------------------------------- | ------------------------------------- | ------------------------------------- | ------------------------------------- | ------------------------------------- | ------------------------------------- | ------------------------------------- | ------------------------------------- | ------------------------------------- |
| JGP w Hiszpanii                       |                                       | 4                                     |                                       |                                       |                                       |                                       |                                       |                                       |                                       |                                       |                                       |                                       |                                       |                                       |                                       |                                       |                                       |
| JGP w Wielkiej Brytanii               |                                       | 6                                     |                                       |                                       |                                       |                                       |                                       |                                       |                                       |                                       |                                       |                                       |                                       |                                       |                                       |                                       |                                       |
| Krajowe                               |                                       |                                       |                                       |                                       |                                       |                                       |                                       |                                       |                                       |                                       |                                       |                                       |                                       |                                       |                                       |                                       |                                       |
| Mistrzostwa Kanady                    | 3 N                                   | 3 J                                   |                                       |                                       |                                       |                                       |                                       |                                       |                                       |                                       |                                       |                                       |                                       |                                       |                                       |                                       |                                       |